# Gromphadorhina portentosa
Gromphadorhina portentosa är en kackerlacksart som först beskrevs av Hermann Rudolph Schaum 1853.  Gromphadorhina portentosa ingår i släktet Gromphadorhina och familjen jättekackerlackor. Inga underarter finns listade i Catalogue of Life.

## Beskrivning
Exoskelettet är mörkt svart eller mahognyfärgat och har ett vaxartat ytlager som skydd mot bakterier. Till skillnad från de flesta arter kackerlackor saknar denna vingar överhuvudtaget och är en skicklig klättrare istället. De sex benen är utrustade med små klor längst ut, och även små vita dynor som fäster vid underlag och fungerar som häftlameller. Det gör denna kackerlacka till en skicklig klättrare, den kan klättra på glatta, vertikala ytor som till exempel glas.
Arten tillhör jättekackerlackorna och är en av de största nulevande arterna; den kan bli mellan 5 och 8 cm lång. Rekordet som uppmätts är längder på omkring 10 cm. Hos Gromphadorhina portentosa förekommer det könsdimorfism, hanen är något större än honan och har två upphöjningar bakom huvudet, så kallade ”horn”. De används för att slås med hanarna emellan om honor eller om revir. Kackerlackorna stångas mot varandra tills motståndaren ger upp.   

## Ekologi och levnadssätt
Gromphadorhina portentosaär endemisk för ön Madagaskar där den utgör en viktig del av ekosystemet. De livnär sig på frukt som fallit till marken men även ibland på diverse proteinkällor som kadaver. På så sätt bidrar de till att hålla regnskogens miljö ren, fri från ruttnande frukter och dylikt. 
De lever i symbios med kvalstret Gromphadorholaelaps schaeferi som livnär sig på smuts och kroppsavsöndringar på kackerlackornas exoskelett. Kvalstret är artspecifikt och båda partner drar nytta av varandras närvaro.
Gromphadorhina portentosa fungerar som näringskälla för många djurarter på Madagaskar, spindlar, myror, tanrekar och ett antal fågelarter med flera livnär sig troligtvis på arten, men mycket kring dess levnadssätt i naturen är fortfarande okänt. Kackerlackans försvar mot rovdjur är att väsa högt och likt en orm för att försöka skrämma iväg fiender eller stickas med taggarna på benen.
Arten är relativt tålig kan leva i upp till 5 års tid. Bland insekterna är väsande kackerlackor unika för att kunna producera ljud genom att pressa ut luft genom kroppsöppningar på kroppens sidor, trakeésystemet. Väsandet fyller ett viktigt kommunikationssyfte.

## Förökning
Hanarna producerar två sorters ljud vid kommunikation med honor; ett högre väsande för att locka honorna till sig sen ett dovare läte när de är närmare för att imponera. Andra hanar körs bort, de håller små revir på mindre än en kvadratmeter och försöker para sig med alla honor inom revirgränserna.
Parningen kan ske året runt men bara om det är varmare klimat. Honorna bär sedan med sig de ovala gulaktiga äggsäckarna på bakkroppen i två månaders tid där mellan 15 och 40 nymfer utvecklas och kläcks. Efter en period på 6–7 månader och ungefär 6 ömsningar utvecklas nymferna till vuxna individer. Det tar cirka ett år för dem att bli könsmogna.

## Förhållande till människan
Väsande kackerlackor som Gromphadorhina portentosa har blivit populära inom husdjurshandeln och är en art som ofta kan skådas i djurparker. De kan användas som foder åt terrariedjur som äter insekter eller som husdjur, som är tåliga och lätta att sköta. De kräver inte stor plats och ingen extern värme.

## Hotstatus
Enligt IUCN är arten ej bedömd (NE), men då den är endemisk för Madagaskar är skogsskövling det absolut största hotet mot Gromphadorhina portentosa. 

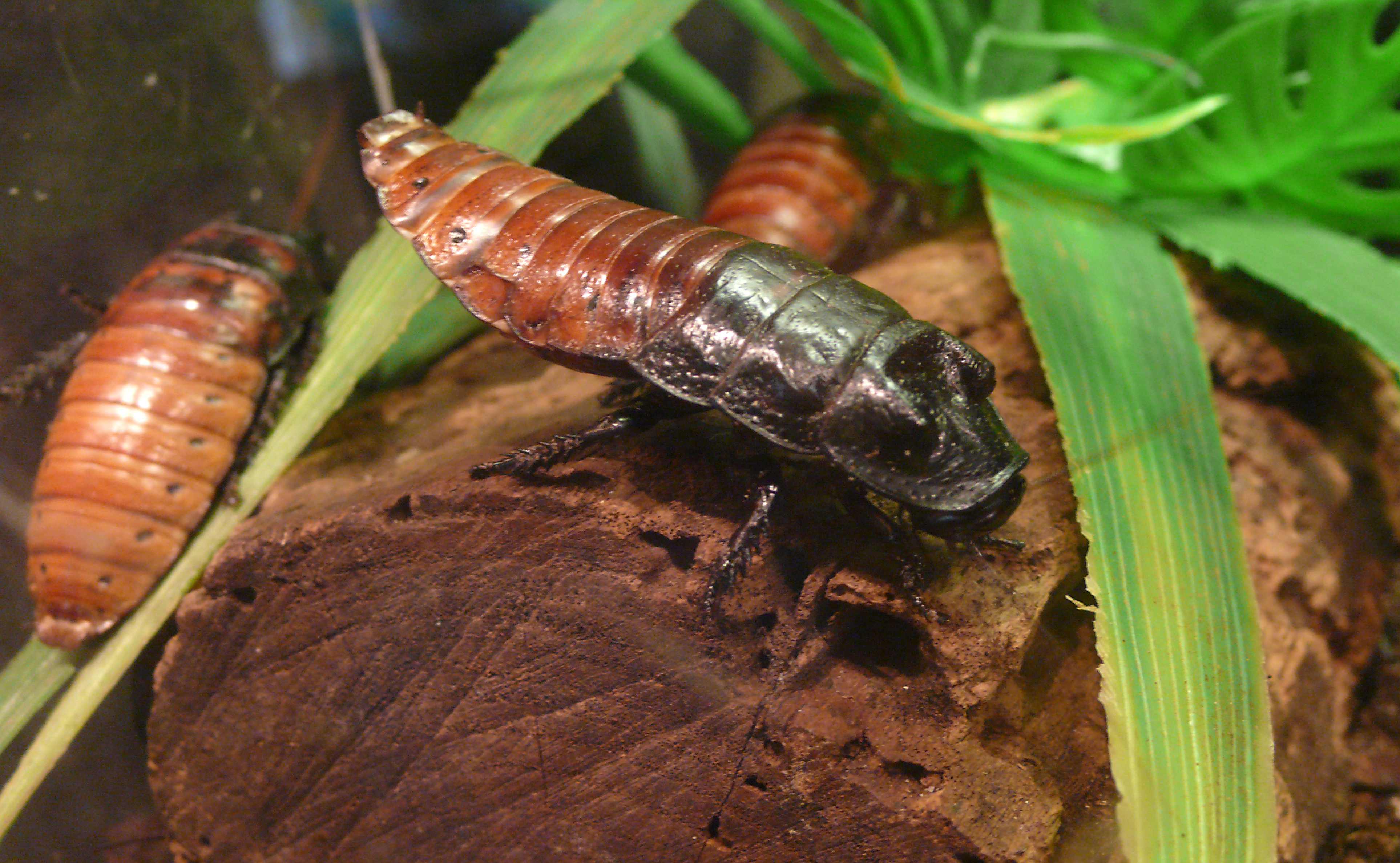
Hane med två "horn":
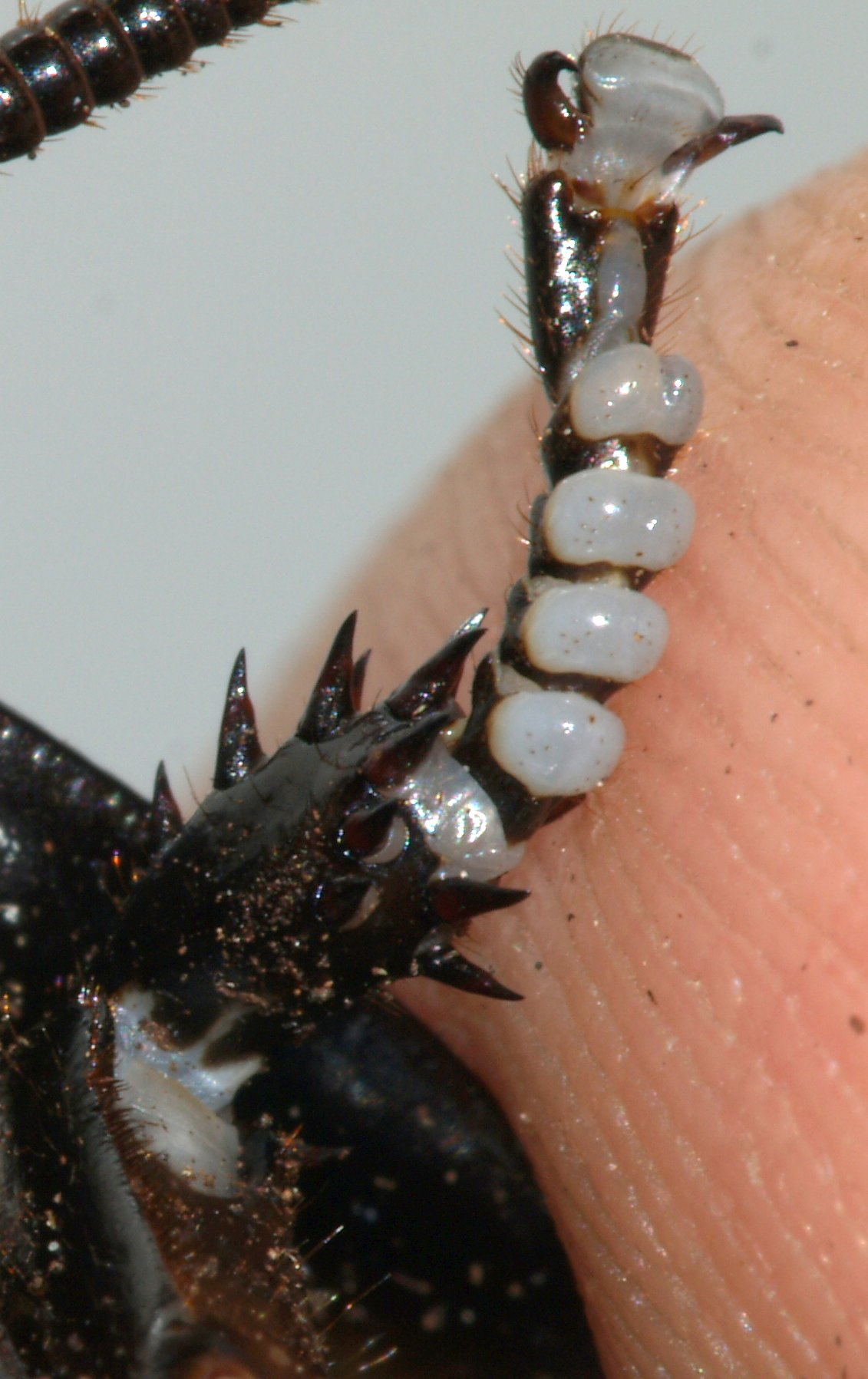
Fot med klor och häftlameller
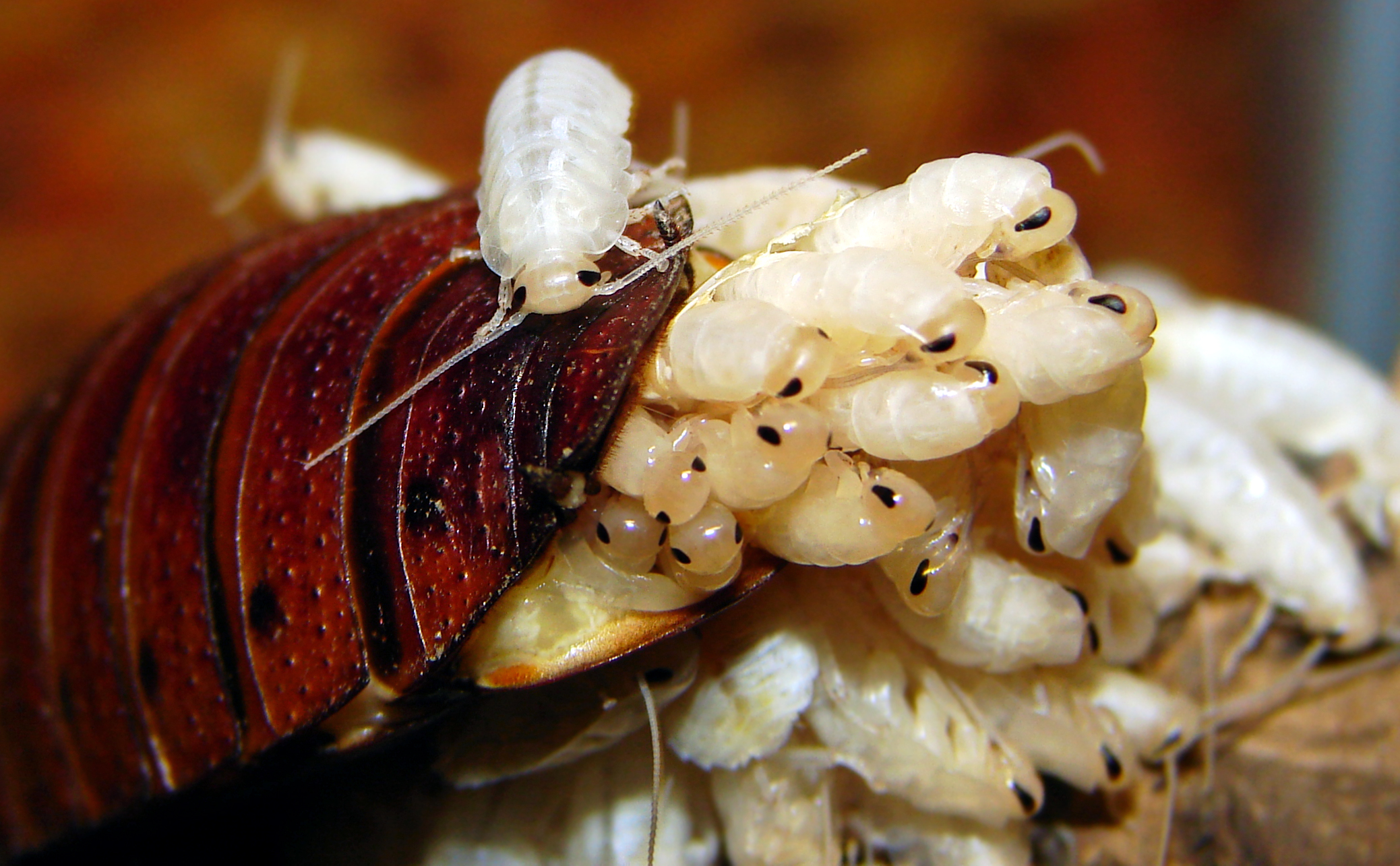
Nykläckta nymfer
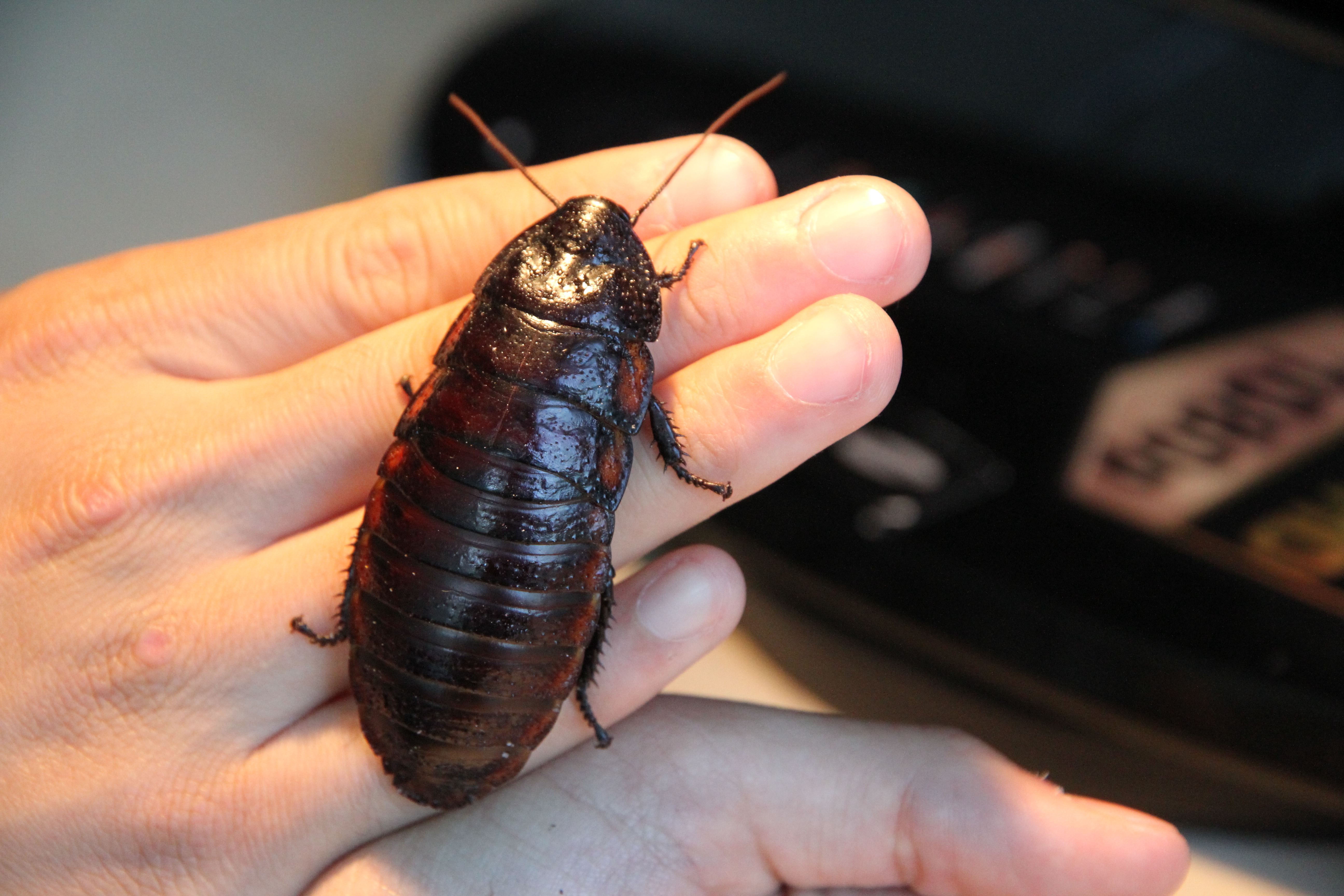
Arten har blivit ett populärt husdjur